# Principe fondamental d'Ehrenpreis
En mathématiques, le principe fondamental d'Ehrenpreis joue un rôle très important dans la théorie des systèmes d'équations linéaires aux dérivées partielles à coefficients constants. On dit d'un espace fonctionnel {\displaystyle {\mathcal {W}}} qu'il vérifie le principe fondamental s'il est un {\displaystyle {\mathfrak {D}}}-module, où {\displaystyle {\mathfrak {D}}} est l'anneau des opérateurs différentiels, et si les solutions exponentielles-polynômes du système homogène forment un sous-ensemble total de l'espace des solutions dans une puissance de {\displaystyle {\mathcal {W}}}. C'est le cas des fonctions indéfiniment dérivables et des distributions sur un ouvert convexe de  {\displaystyle \mathbb {R} ^{n}}. Ce théorème a d'abord été énoncé par Leon Ehrenpreis (en),, puis démontré par Victor P. Palamodov et indépendamment par Bernard Malgrange,, et enfin par Ehrenpreis lui-même ; on devrait donc l'appeler plus justement (malgré la tradition) « principe fondamental d'Ehrenpreis-Palamodov-Malgrange ».
Ce résultat, qui a son intérêt propre, a des conséquences très importantes : d'une part on en déduit que tout opérateur différentiel scalaire à coefficients constants admet une solution fondamentale (ou « fonction de Green »), résultat dû à Ehrenpreis et Malgrange (indépendamment et avec des méthodes différentes) ; d'autre part, il permet de déterminer de manière algébrique s'il existe des solutions, dans une puissance de {\displaystyle {\mathcal {W}}}, à un système différentiel linéaire aux dérivées partielles non homogène à coefficients constants : il faut et il suffit (lorsque {\displaystyle {\mathcal {W}}} vérifie le principe fondamental) que le second membre vérifie des « conditions de compatibilité ». Les espaces {\displaystyle {\mathcal {W}}} vérifiant le principe fondamental sont des {\displaystyle {\mathfrak {D}}}-modules injectifs. L'espace des fonctions indéfiniment dérivables et celui des distributions sur un ouvert convexe de {\displaystyle \mathbb {R} ^{n}} ont donc cette dernière propriété ; il en va de même de l'espace des hyperfonctions sur un tel ouvert.

## Principe fondamental

### Introduction
Considérons tout d'abord une équation différentielle (ordinaire) linéaire à coefficients constants
{\displaystyle R(D)u=0}
où {\displaystyle D=-i\partial }, {\displaystyle \partial ={\frac {d}{dx}}} et où {\displaystyle R(D)\in {\mathfrak {D}}} avec 
{\displaystyle {\mathfrak {D}}=\mathbb {C} \left[D\right]}. Soit la décomposition en facteur premiers de {\displaystyle R(\zeta )} sur {\displaystyle \mathbb {C} \left[\zeta \right]} :
{\displaystyle R\left(\zeta \right)=\prod \limits _{\sigma =1}^{\mu }P_{\sigma }\left(\zeta \right)}
où {\displaystyle P_{\sigma }=p_{\sigma }^{\rho _{\sigma }}} avec {\displaystyle p_{\sigma }(\zeta )=\zeta -\zeta _{\sigma }} ({\displaystyle \zeta _{\sigma }\in \mathbb {C} }, {\displaystyle \rho _{\sigma }\geq 1}). La solution générale de  {\displaystyle R(D)u=0} est maintenant bien connue, mais en vue de la généralisation qui va suivre nous allons indiquer une méthode algébrique (ou, plus précisément, relevant de l'« analyse algébrique ») pour déterminer cette solution. Posons {\displaystyle N=\mathbb {C} \left[\zeta \right]R\left(\zeta \right)} et {\displaystyle Q_{\sigma }=\mathbb {C} \left[\zeta \right]P_{\sigma }\left(\zeta \right)}. On a
{\displaystyle N=\bigcap \limits _{\rho =1}^{\mu }Q_{\sigma }}
et cette expression est la décomposition primaire de l'idéal N de {\displaystyle \mathbb {C} \left[\zeta \right]} (les idéaux primaires étant les {\displaystyle Q_{\sigma }}). On a d'après le théorème des restes chinois, puisque les {\displaystyle Q_{\sigma }} sont premiers entre eux pris deux à deux,
{\displaystyle {\frac {\mathbb {C} \left[\zeta \right]}{N}}=\bigoplus \limits _{\sigma =1}^{\mu }{\frac {\mathbb {C} \left[\zeta \right]}{Q_{\sigma }}}}.
D'autre part, l'espace des solutions dans un espace fonctionnel {\displaystyle {\mathcal {W}}} (qu'on suppose être un {\displaystyle {\mathfrak {D}}}-module) de l'équation {\displaystyle R(D)u=0} s'identifie à
{\displaystyle {\rm {Hom}}_{\mathfrak {D}}\left({\frac {\mathfrak {D}}{{\mathfrak {D}}R\left(D\right)}},{\mathcal {W}}\right)={\rm {Hom}}_{\mathfrak {D}}\left({\rm {coker}}_{\mathfrak {D}}\left(\bullet R\right),{\mathcal {W}}\right)}
(voir l'article Module injectif). Or, on a d'après ce qui précède
{\displaystyle {\rm {Hom}}_{\mathfrak {D}}\left({\frac {\mathfrak {D}}{{\mathfrak {D}}R}},{\mathcal {W}}\right)\cong \bigoplus \limits _{\sigma =1}^{\mu }{\rm {Hom}}_{\mathfrak {D}}\left({\frac {\mathfrak {D}}{{\mathfrak {D}}P_{\sigma }}},{\mathcal {W}}\right)},
soit donc {\displaystyle {\rm {ker}}_{\mathcal {W}}\left(R\bullet \right)\cong \bigoplus \limits _{\sigma =1}^{\mu }{\rm {ker}}_{\mathcal {W}}\left(P_{\sigma }\bullet \right)}.
Prenons {\displaystyle {\mathcal {W}}={\mathcal {E}}\left(\mathbb {R} \right)} (où {\displaystyle {\mathcal {E}}\left(\mathbb {R} \right)=C^{\infty }\left(\mathbb {R} \right)}). Comme il est bien connu, tout élément de {\displaystyle {\rm {ker}}_{\mathcal {W}}\left(P_{\sigma }\bullet \right)} est de la forme
{\displaystyle u_{\sigma }\left(x\right)=\sum \limits _{l=1}^{\rho _{\sigma }}\lambda _{\sigma ,l}{\mathcal {B}}_{\sigma ,l}\left(\zeta _{\sigma },x\right)e^{ix\zeta _{\sigma }}}
où {\displaystyle \lambda _{\sigma ,l}\in \mathbb {C} } et {\displaystyle {\mathcal {B}}_{\sigma ,l}\left(\zeta _{\sigma },x\right)=x^{l-1}}. On obtient donc le résultat classique
{\displaystyle u\left(x\right)=\sum \limits _{\sigma =1}^{\mu }\sum \limits _{l=1}^{\rho _{\sigma }}\lambda _{\sigma ,l}{\mathcal {B}}_{\sigma ,l}\left(\zeta _{\sigma },x\right)e^{ix\zeta _{\sigma }}}.
Il en irait de même si l'on avait choisi pour {\displaystyle {\mathcal {W}}} l'espace des distributions {\displaystyle {\mathcal {D}}^{\prime }\left(\mathbb {R} \right)} ou l'espace des combinaisons linéaires d'exponentielles-polynômes
{\displaystyle {\mathcal {PE}}\left(\mathbb {R} \right)=\bigoplus \limits _{\zeta \in \mathbb {C} }\mathbb {C} \left[x\right]e^{ix\zeta }}
Soit {\displaystyle {\mathfrak {p}}_{\sigma }={\sqrt {Q_{\sigma }}}} l'idéal premier appartenant à {\displaystyle Q_{\sigma }} (i.e. {\displaystyle {\mathfrak {p}}_{\sigma }=\mathbb {C} \left[\zeta \right]\left(\zeta -\zeta _{\sigma }\right)}) et  {\displaystyle V_{\sigma }={\mathcal {Z}}\left({\mathfrak {p}}_{\sigma }\right)} la variété algébrique associée à {\displaystyle {\mathfrak {p}}_{\sigma }} (voir l'article Décomposition primaire). On a évidemment ici {\displaystyle V_{\sigma }=\left\{\zeta _{\sigma }\right\}} et on peut écrire
{\displaystyle u\left(x\right)=\sum \limits _{\sigma =1}^{\mu }\sum \limits _{l=1}^{\rho _{\sigma }}\int _{V_{\sigma }}{\mathcal {B}}_{\sigma ,l}\left(\zeta ,x\right)e^{ix\zeta }d\mu _{\sigma ,l}\left(\zeta \right)}
où {\displaystyle \mu _{\sigma ,l}} est la mesure sur {\displaystyle V_{\sigma }} donnée par {\displaystyle \mu _{\sigma ,l}\left\{V_{\sigma }\right\}=\lambda _{\sigma ,l}}. C'est sous cette forme que la solution est généralisée dans ce qui suit.
On appelle variété caractéristique du {\displaystyle {\mathfrak {D}}}-module {\displaystyle {\rm {coker}}_{\mathfrak {D}}\left(\bullet R\right)} l'ensemble algébrique  {\displaystyle V={\mathcal {Z}}\left(\mathbb {C} \left[\zeta \right]/N\right)}. On a
{\displaystyle V=\bigcup \nolimits _{1\leq \sigma \leq \mu }V_{\sigma }}
où les {\displaystyle V_{\sigma }={\mathcal {Z}}\left({\mathfrak {p}}_{\sigma }\right)} sont les composantes irréductibles de V (voir l'article Décomposition primaire).
Notons encore que les polynômes {\displaystyle {\mathcal {B}}_{\sigma ,l}\left(\zeta ,x\right)} ont la propriété suivante : un polynôme {\displaystyle f\left(\zeta \right)\in \mathbb {C} \left[\zeta \right]} appartient à {\displaystyle Q_{\sigma }} si, et seulement si
{\displaystyle {\mathcal {B}}_{\sigma ,l}\left(\zeta ,{\frac {\partial }{\partial \zeta }}\right)f\left(\zeta \right)\in {\mathfrak {p}}_{\sigma }} ({\displaystyle l=1,...,\rho _{\sigma }}).
Les {\displaystyle {\mathcal {B}}_{\sigma ,l}\left(\zeta ,{\frac {\partial }{\partial \zeta }}\right)} ({\displaystyle l=1,...,\rho _{\sigma }}) sont appelés des opérateurs noethériens attachés à l'idéal primaire {\displaystyle Q_{\sigma }} (terminologie de Palamodov).

### Représentation intégrale des solutions
La représentation intégrale détaillée des solutions, telle que présentée ci-dessous, a tout d'abord été obtenue par Palamodov, dont la terminologie est réutilisée dans cet article.

#### Définition du système différentiel
Considérons à présent le système multidimentionnel d'équation
{\displaystyle R(D)u=0}
où {\displaystyle D=(D_{1},...,D_{n})}, {\displaystyle D_{j}=-i\partial _{j}=-i{\frac {\partial }{\partial x_{j}}}},  {\displaystyle D^{\alpha }=\left(-i\right)^{\left\vert \alpha \right\vert }\partial ^{\alpha }}, {\displaystyle \alpha =(\alpha _{1},...,\alpha _{n})}, {\displaystyle {\mathfrak {D}}=\mathbb {C} \left[D\right]} et {\displaystyle R(D)\in {\mathfrak {D}}^{q\times k}} (voir l'article Opérateur différentiel). Soit alors {\displaystyle M={\rm {coker}}_{\mathfrak {D}}(\bullet R(D))}. Ce {\displaystyle {\mathfrak {D}}}-module M de présentation finie est une représentation intrinsèque du système considéré (voir l'article Système linéaire). L'anneau {\displaystyle {\mathfrak {D}}} est noethérien d'après le théorème de la base de Hilbert.
Soit {\displaystyle {\mathcal {W}}} un espace fonctionnel qui est un {\displaystyle {\mathfrak {D}}}-module. Le {\displaystyle \mathbb {C} }-espace vectoriel des solutions du système défini par M dans {\displaystyle {\mathcal {W}}^{k}} s'identifie à
{\displaystyle {\mathfrak {B}}_{\mathcal {W}}={\rm {Hom}}_{\mathfrak {D}}(M,{\mathcal {W}})}.
(voir l'article Module injectif).

#### Variété caractéristique
La variété caractéristique associée au {\displaystyle {\mathfrak {D}}}-module M est par définition l'ensemble algébrique V associé au module {\displaystyle {\rm {coker}}_{\mathbb {C} \left[\zeta \right]}\left(\bullet R(\zeta )\right)} où {\displaystyle \zeta =(\zeta _{1},...,\zeta _{n})}. Cet ensemble coïncide avec l'ensemble des {\displaystyle z\in \mathbb {C} ^{n}} pour lesquels {\displaystyle {\rm {rang}}_{\mathbb {C} }R(z)<k}. La notion de variété caractéristique rend notamment possible la classification suivante des systèmes différentiels : le système est dit
- déterminé si {\displaystyle {\rm {dim}}V<n} (où {\displaystyle {\rm {dim}}V} est la dimension de V: voir l'article Décomposition primaire) ;
- surdéterminé si {\displaystyle {\rm {dim}}V<n-1} ;
- sous-déterminé si {\displaystyle {\rm {dim}}V=n}, i.e. {\displaystyle V=\mathbb {C} ^{n}}.

Le cas d'un système sous-déterminé est écarté dans le reste de ce paragraphe. Généralisons les notations de l'introduction ci-dessus, en posant {\displaystyle N=\mathbb {C} \left[\zeta \right]^{1\times q}R\left(\zeta \right)\subset \mathbb {C} \left[\zeta \right]^{1\times k}}. Soit
{\displaystyle N=\bigcap \limits _{\rho =1}^{\mu }Q_{\sigma }}
la décomposition primaire de N, {\displaystyle {\mathfrak {p}}_{\sigma }={\sqrt {Q_{\sigma }}}} l'idéal premier appartenant à {\displaystyle Q_{\sigma }} et  {\displaystyle V_{\sigma }={\mathcal {Z}}\left({\mathfrak {p}}_{\sigma }\right)} la variété algébrique associée à {\displaystyle {\mathfrak {p}}_{\sigma }}. On a de nouveau
{\displaystyle V=\bigcup \nolimits _{1\leq \sigma \leq \mu }V_{\sigma }}.
Le lemme de normalisation de Noether entraîne qu'il existe un entier {\displaystyle n_{\sigma }^{\prime },0\leq n_{\sigma }^{\prime }\leq n-1}, tel que (i) {\displaystyle {\mathfrak {p}}_{\sigma }\cap \mathbb {C} \left[\zeta _{\sigma }^{\prime }\right]=0}, où {\displaystyle \zeta _{\sigma }^{\prime }=(\zeta _{1},...,\zeta _{n_{\sigma }^{\prime }})}, et (ii) {\displaystyle \mathbb {C} \left[\zeta \right]/{\mathfrak {p}}_{\sigma }} est un {\displaystyle \mathbb {C} \left[\zeta _{\sigma }^{\prime }\right]}-module de type fini. Soit {\displaystyle K_{\sigma }} le corps des fractions de l'anneau intègre {\displaystyle \mathbb {C} \left[\zeta \right]/{\mathfrak {p}}_{\sigma }} et {\displaystyle e_{\sigma }={\rm {dim}}_{\mathbb {C} \left(\zeta _{\sigma }^{\prime }\right)}K_{\sigma }}.
Ce nombre {\displaystyle e_{\sigma }} est la multiplicité de la variété algébrique {\displaystyle V_{\sigma }}, c'est-à-dire le nombre de points de {\displaystyle V_{\sigma }\cap A_{\sigma }} où {\displaystyle A_{\sigma }} est une variété affine de {\displaystyle \mathbb {C} ^{n}} de dimension {\displaystyle n-n_{\sigma }^{\prime }}, en position générale.

#### Opérateurs noethériens et solutions exponentielles-polynômes
Le {\displaystyle \mathbb {C} \left[\zeta _{\sigma }^{\prime }\right]}-module {\displaystyle \mathbb {C} \left[\zeta \right]^{1\times k}/Q_{\sigma }} est de type fini. Soit {\displaystyle r_{\sigma }} son rang, i.e.
{\displaystyle r_{\sigma }={\rm {dim_{\mathbb {C} \left(\zeta _{\sigma }^{\prime }\right)}\left(\mathbb {C} \left(\zeta _{\sigma }^{\prime }\right)\otimes _{\mathbb {C} \left[\zeta _{\sigma }^{\prime }\right]}(\mathbb {C} \left[\zeta \right]^{1\times k}/Q_{\sigma })\right)}}}.
On montre que {\displaystyle \rho _{\sigma }=r_{\sigma }/e_{\sigma }} est un entier. Pour tout {\displaystyle \sigma \in \left\{1,...,\mu \right\}}, il existe des opérateurs noethériens, dits attachés au {\displaystyle \mathbb {C} \left[\zeta \right]}-module {\displaystyle Q_{\sigma }}, et notés
{\displaystyle {\mathcal {B}}_{\sigma ,l}\left(\zeta ,{\frac {\partial }{\partial \zeta _{\sigma }^{\prime \prime }}}\right)\in \mathbb {C} \left[\zeta ,{\frac {\partial }{\partial \zeta ^{\prime \prime }}}\right]^{1\times k}} ({\displaystyle l=1,...,\rho _{\sigma }})
où {\displaystyle \zeta _{\sigma }^{\prime \prime }=(\zeta _{n_{\sigma }^{\prime }+1},...,\zeta _{n})}, ayant la propriété caractéristique suivante :
{\displaystyle f\left(\zeta \right)\in \mathbb {C} \left[\zeta \right]^{1\times k}} et {\displaystyle {\mathcal {B}}_{\sigma ,l}\left(\zeta ,{\frac {\partial }{\partial \zeta ^{\prime \prime }}}\right)f\left(\zeta \right)\in {\mathfrak {p}}_{\sigma }(l=1,...,\rho _{\sigma })\Longleftrightarrow f\left(\zeta \right)\in Q_{\sigma }}
où {\displaystyle \mathbf {ab} =\sum \nolimits _{1\leq i\leq k}a_{i}b_{i}} lorsque {\displaystyle \mathbf {a} ,\mathbf {b\in \mathbb {C} } ^{1\times k}}.
Dans la suite, {\displaystyle \mathbb {C} \left[\zeta ,\zeta ^{\prime \prime }\right]} est plongé dans {\displaystyle \mathbb {C} \left[\zeta ,x\right]} où {\displaystyle x=(x_{1},...,x_{n})} et on peut donc écrire {\displaystyle {\mathcal {B}}_{\sigma ,l}={\mathcal {B}}_{\sigma ,l}\left(\zeta ,x\right)}. Soit
{\displaystyle {\mathcal {W}}_{0}=\bigoplus \limits _{\zeta \in \mathbb {C} ^{n}}\mathbb {C} \left[x\right]e^{i\left\langle x,\zeta \right\rangle }}
l'espace des combinaisons linéaires d'exponentielles-polynômes sur {\displaystyle \mathbb {R} ^{n}}. On a le résultat suivant :
Théorème — Les fonctions {\displaystyle u:x\mapsto {\mathcal {B}}_{\sigma ,l}^{T}\left(\zeta ,x\right)e^{i\left\langle x,\zeta \right\rangle },\zeta \in V_{\sigma },l=1,...,\rho _{\sigma },\sigma =1,...,\mu }, sont des solutions du système différentiel dans {\displaystyle {\mathcal {W}}_{0}^{k}}.

#### Exemple
Considérons l'exemple suivant, dû à Palamodov, et détaillé par Hörmander et Björk :
{\displaystyle R\left(D\right)=\left[{\begin{array}{ccc}D_{2}^{2}&D_{3}^{2}&D_{2}-D_{1}D_{3}\end{array}}\right]}
d'où {\displaystyle R\left(\zeta \right)=\left[{\begin{array}{ccc}\zeta _{2}^{2}&\zeta _{3}^{2}&\zeta _{2}-\zeta _{1}\zeta _{3}\end{array}}\right]}.
On vérifie que {\displaystyle N=\mathbb {C} \left[\zeta \right]R\left(\zeta \right)} est un idéal primaire Q ; on peut donc dans ce qui suit omettre l'indice {\displaystyle \sigma } puisqu'il ne prend que la valeur 1. La variété caractéristique V s'obtient en écrivant {\displaystyle {\rm {rang}}_{\mathbb {C} }R(z)<k}, soit encore {\displaystyle R(z)=0}, d'où {\displaystyle z_{2}=z_{3}=0} ; il s'agit donc de l'axe {\displaystyle z_{1}}, et sa multiplicité est {\displaystyle e=1}.  On vérifie aussi que {\displaystyle {\mathfrak {p}}={\sqrt {Q}}} est l'idéal {\displaystyle \zeta _{2}\mathbb {C} \left[\zeta \right]+\zeta _{3}\mathbb {C} \left[\zeta \right]} ; cet idéal est écrit pour plus de simplicité {\displaystyle \left[\zeta _{2},\zeta _{3}\right]}. Le quotient {\displaystyle \mathbb {C} \left[\zeta \right]/Q} est engendré par les images canoniques {\displaystyle {\bar {\zeta }}_{2}} et {\displaystyle {\bar {\zeta }}_{3}} (ce qu'on écrira {\displaystyle \mathbb {C} \left[\zeta \right]/Q=\left[{\bar {\zeta }}_{2},{\bar {\zeta }}_{3}\right]}), on a {\displaystyle \zeta ^{\prime }=\zeta _{1}}, et le rang r de {\displaystyle \mathbb {C} \left[\zeta \right]/Q} sur {\displaystyle \mathbb {C} \left[\zeta _{1}\right]/Q} est égal à 2. Par conséquent, {\displaystyle \rho =r/e=2}. On peut choisir comme opérateurs noethériens {\displaystyle {\mathcal {B}}_{1}\left(\zeta ,{\frac {\partial }{\partial \zeta ^{\prime \prime }}}\right)=1} et {\displaystyle {\mathcal {B}}_{2}\left(\zeta ,{\frac {\partial }{\partial \zeta ^{\prime \prime }}}\right)=\zeta _{1}{\frac {\partial }{\partial \zeta _{2}}}+{\frac {\partial }{\partial \zeta _{3}}}} avec {\displaystyle \zeta ^{\prime \prime }=(\zeta _{2},\zeta _{3})}. En effet, on vérifie que
{\displaystyle \left\{{\begin{array}{c}1.f\left(\zeta \right)\in \left[\varsigma _{2},\varsigma _{3}\right]\\\zeta _{1}{\frac {\partial f}{\partial \zeta _{2}}}+{\frac {\partial f}{\partial \zeta _{3}}}\in \left[\zeta _{2},\zeta _{3}\right]\end{array}}\right.\Longleftrightarrow f\left(\zeta \right)\in \left[\zeta _{2}^{2},\zeta _{3}^{2},\zeta _{2}-\zeta _{1}\zeta _{3}\right]}.
Les solutions exponentielles-polynômes du système différentiel forment donc le {\displaystyle \mathbb {C} }-espace vectoriel engendré par {\displaystyle u:x\mapsto u(x)} où
{\displaystyle u\left(x\right)=e^{ix_{1}\zeta _{1}}+\left(\zeta _{2}x_{2}+x_{3}\right)e^{ix_{1}\zeta _{1}}}
comme on le vérifie facilement a posteriori. On notera que {\displaystyle {\mathcal {B}}_{2}\left(\zeta ,{\frac {\partial }{\partial \zeta ^{\prime \prime }}}\right)} dépend de {\displaystyle \zeta } et cette dépendance est inévitable dans cet exemple. Une méthode systématique pour déterminer des opérateurs noethériens associés à un module primaire a été obtenue par Oberst.

#### Principe fondamental
Soit {\displaystyle K\subset \mathbb {R} ^{n}} un compact convexe.  Nous caractérisons ici les solutions dans {\displaystyle C^{\nu }(K)}, l'espace des (germes de) fonctions {\displaystyle \nu } fois continûment différentiables dans un voisinage ouvert de K. La fonction support de K est
{\displaystyle H_{K}\left(\xi \right)=\sup \limits _{x\in K}\left\langle x,\xi \right\rangle }.
Soit
{\displaystyle \nu =\sup _{1\leq \sigma \leq \mu }\left\{n-n_{\sigma }^{\prime }\right\}}.
Théorème — Soit
{\displaystyle u\left(x\right)=\sum \limits _{\sigma =1}^{\mu }\sum \limits _{l=1}^{\rho _{\sigma }}\int _{V_{\sigma }}{\mathcal {B}}_{\sigma ,l}^{T}\left(\zeta ,x\right)e^{i\left\langle x,\zeta \right\rangle }d\mu _{\sigma ,l}\left(\zeta \right)}
où les {\displaystyle \mu _{\sigma ,l}} sont des mesures complexes, de support est inclus dans {\displaystyle V_{\sigma }}. Supposons
{\displaystyle \int \nolimits _{V_{\sigma }}\left(1+\left\vert \zeta \right\vert \right)^{q}\exp \left\{H_{K}\left(-\Im \left(\zeta \right)\right)\right\}d\left\vert \mu _{\sigma ,l}(\zeta )\right\vert <\infty }
où l'entier q est supérieur ou égal au degré de {\displaystyle {\mathcal {B}}_{\sigma ,l}} en {\displaystyle \zeta }. Il existe un entier {\displaystyle \delta \geq 0} tel que si {\displaystyle u\in C^{\nu +\delta }(K)^{k}} est solution du système différentiel, alors l'intégrale apparaissant dans l'expression de {\displaystyle u\left(x\right)} ci-dessus, ainsi que ses dérivées jusqu'à l'ordre {\displaystyle \nu }, est convergente absolument et uniformément (par rapport à x). Réciproquement, cette expression définit une solution du système différentiel dans {\displaystyle C^{\nu }(K)^{k}}.
D'autres conditions fournissent les solutions dans des espaces de distributions ou d'hyperfonctions.
On suppose dans tout ce qui suit que l'anneau {\displaystyle {\mathfrak {D}}} est muni de la topologie discrète, ce qui en fait un anneau topologique.
Définition - Principe fondamental — Soit {\displaystyle {\mathcal {W}}} un {\displaystyle {\mathfrak {D}}}-module topologique qui contient l'espace vectoriel {\displaystyle {{\mathcal {W}}_{0}}} des combinaisons linéaires d'exponentielles-polynômes (éventuellement restreintes à un ouvert non vide {\displaystyle \Omega } de {\displaystyle \mathbb {R} ^{n}}). On dit que cet espace {\displaystyle {\mathcal {W}}} qu'il vérifie le principe fondamental si pour toute matrice {\displaystyle R(D)\in {\mathfrak {D}}^{q\times k}} (quels que soient les entiers q est k), l'adhérence dans {\displaystyle {\mathcal {W}}^{k}} de {\displaystyle {\rm {ker}}_{{\mathcal {W}}_{0}}(R(D)\bullet )} est égale à {\displaystyle {\rm {ker}}_{\mathcal {W}}(R(D)\bullet )} et {\displaystyle {\rm {im}}_{\mathcal {W}}(R(D)\bullet )} est fermée dans {\displaystyle {\mathcal {W}}^{q}}.
Le résultat suivant est clair :
Lemme — L'espace {\displaystyle {{\mathcal {W}}_{0}}} des combinaisons linéaires d'exponentielles-polynômes restreintes à un ouvert connexe non vide {\displaystyle \Omega } de {\displaystyle \mathbb {R} ^{n}}, muni de la topologie discrète, vérifie le principe fondamental.
On a d'autre part le résultat suivant,, :
Théorème — 
1. Soit {\displaystyle \Omega } un ouvert convexe de {\displaystyle \mathbb {R} ^{n}}. L'espace {\displaystyle {\mathcal {E}}(\Omega )} des fonctions indéfiniment dérivables sur {\displaystyle \Omega } (muni de sa topologie habituelle d'espace de Fréchet), l'espace {\displaystyle {\mathcal {D}}^{\prime }(\Omega )} des distributions sur {\displaystyle \Omega } (muni de sa topologie habituelle[18]) et l'espace {\displaystyle {\mathcal {D}}^{\prime F}(\Omega )} des distributions d'ordre fini sur {\displaystyle \Omega } (muni de la topologie induite par celle de  {\displaystyle {\mathcal {D}}^{\prime }(\Omega )})[19] vérifient le principe fondamental.
2. Soit {\displaystyle \Omega } un ouvert connexe de {\displaystyle \mathbb {R} ^{n}}. Pour que {\displaystyle {\mathcal {E}}(\Omega )} ou {\displaystyle {\mathcal {D}}^{\prime }(\Omega )} vérifient le principe fondamental, il est nécessaire que {\displaystyle \Omega } soit convexe.
3. L'espace {\displaystyle {\mathcal {O}}(\mathbb {C} ^{n})} des fonctions entières, muni de la topologie de la convergence uniforme sur tout compact (qui en fait un espace de Fréchet-Schwartz), et l'espace {\displaystyle {\mathcal {O}}(\mathbb {C} ^{n};exp)} des fonctions analytiques à croissance au plus exponentielle sur {\displaystyle \mathbb {C} ^{n}}, isomorphe au dual {\displaystyle {\mathcal {O}}(\mathbb {C} ^{n})^{\prime }} via la transformée de Fourier-Laplace, vérifient le principe fondamental.

L'espace {\displaystyle {\mathcal {B}}(\Omega )} des hyperfonctions sur un ouvert convexe {\displaystyle \Omega } de {\displaystyle \mathbb {R} ^{n}} n'est pas un espace vectoriel topologique, néanmoins une représentation intégrale telle que ci-dessus existe pour une hyperfonction {\displaystyle u(x)}, les intégrales devant être prises au sens des hyperfonctions (ce résultat est dû à Kaneto).

## Systèmes différentiels non homogènes

### Position du problème
Considérons maintenant le système multidimentionnel d'équation
{\displaystyle R_{1}(D)u=f}
où  l'opérateur D est défini comme plus haut ; {\displaystyle {\mathfrak {D}}} désigne de nouveau l'anneau des opérateurs différentiels et {\displaystyle R_{1}(D)\in {\mathfrak {D}}^{q_{1}\times k_{1}}}. Le second membre v appartient à {\displaystyle {\mathcal {W}}^{q_{1}}} où {\displaystyle {\mathcal {W}}} un espace fonctionnel qui est un {\displaystyle {\mathfrak {D}}}-module. La question qui se pose est de savoir si ce système admet des solutions {\displaystyle u\in {\mathcal {W}}^{k_{1}}}.

### Condition de compatibilité
Puisque l'anneau {\displaystyle {\mathfrak {D}}} est noethérien, il existe une matrice {\displaystyle R_{2}(D)\in {\mathfrak {D}}^{q_{2}\times k_{2}}}, avec {\displaystyle k_{2}=q_{1}}, pour laquelle la suite
{\displaystyle {\mathfrak {D}}^{1\times q_{2}}{\overset {\bullet R_{2}(D)}{\longrightarrow }}{\mathfrak {D}}^{1\times q_{1}}{\overset {\bullet R_{1}(D)}{\longrightarrow }}{\mathfrak {D}}^{1\times k_{1}}}
est exacte, c'est-à-dire {\displaystyle {\rm {ker}}_{\mathfrak {D}}(\bullet R_{1}(D))={\rm {im}}_{\mathfrak {D}}(\bullet R_{2}(D))}.
En effet, {\displaystyle {\rm {ker}}_{\mathfrak {D}}(\bullet R_{1}(D))\subset {\mathfrak {D}}^{1\times q_{1}}} est de type fini, et il suffit donc de choisir une matrice {\displaystyle R_{2}(D)} dont les lignes forment un ensemble générateur de {\displaystyle {\rm {ker}}_{\mathfrak {D}}(\bullet R_{1}(D))} (ce raisonnement resterait valable si {\displaystyle {\mathfrak {D}}} était seulement un anneau cohérent).
Puisque {\displaystyle R_{2}(D)R_{1}(D)=0}, pour que le système ci-dessus ait une solution, il faut évidemment que la condition de compatibilité
{\displaystyle R_{2}(D)f=0}
soit satisfaite. La question qui se pose est de savoir si cette condition de compatibilité, qui est nécessaire, est suffisante pour que le système différentiel admette une solution, c'est-à-dire si l'on a
{\displaystyle {\rm {im}}_{\mathcal {W}}(R_{1}(D)\bullet )={\rm {ker}}_{\mathcal {W}}(R_{2}(D)\bullet )}.

### Principe fondamental, injectivité et platitude
Théorème — Supposons que {\displaystyle {\mathcal {W}}} vérifie le principe fondamental. Alors la suite
{\displaystyle {\mathcal {W}}^{k_{1}}{\overset {R_{1}(D)\bullet }{\longrightarrow }}{\mathcal {W}}^{q_{1}}{\overset {R_{2}(D)\bullet }{\longrightarrow }}{\mathcal {W}}^{q_{2}}}
est exacte.
Corollaire —  Tout opérateur {\displaystyle R(D)\in {\mathfrak {D}}} admet une solution fondamentale (ou « fonction de Green ») qui est une distribution d'ordre fini.
Oberst, a montré que l'espace {\displaystyle {\mathcal {W}}_{0}} des combinaisons linéaires d'exponentielles-polynômes est le {\displaystyle {\mathfrak {D}}}-module cogénérateur canonique.
Corollaire — Si l'espace fonctionnel {\displaystyle {\mathcal {W}}} vérifie le principe fondamental, c'est un {\displaystyle {\mathfrak {D}}}-module cogénérateur injectif. Si de plus {\displaystyle {\mathcal {W}}} est un espace de Fréchet ou le dual d'un espace de Fréchet réflexif, son dual {\displaystyle {\mathcal {W}}^{\prime }} est un {\displaystyle {\mathfrak {D}}}-module plat.
En outre, le module des hyperfonctions sur un ouvert convexe de {\displaystyle \mathbb {R} ^{n}} est un cogénérateur injectif (d'après un résultat dû à Komatsu). Pour que {\displaystyle {\mathcal {E}}(\Omega )} soit un {\displaystyle {\mathfrak {D}}}-module divisible, l'ouvert {\displaystyle \Omega } étant connexe, il est nécessaire (et suffisant) que {\displaystyle \Omega } soit convexe (résultat dû à Malgrange).
En liaison avec le corollaire ci-dessus, on obtient par dualité le résultat suivant :
Corollaire — Soit {\displaystyle \Omega } un ouvert convexe non vide de {\displaystyle \mathbb {R} ^{n}} ; les {\displaystyle {\mathfrak {D}}}-modules {\displaystyle {\mathcal {D}}(\Omega )} et {\displaystyle {\mathcal {E}}^{\prime }(\Omega )} sont plats. De même, les {\displaystyle {\mathfrak {D}}}-modules {\displaystyle {\mathcal {O}}(\mathbb {C} ^{n})} et {\displaystyle {\mathcal {O}}(\mathbb {C} ^{n};exp)} sont plats.
On notera qu'un {\displaystyle {\mathfrak {D}}}-module injectif ne vérifie pas nécessairement le principe fondamental au sens précisé ci-dessus. Par exemple, l'espace {\displaystyle {\mathcal {S}}^{\prime }(\mathbb {R} ^{n})} des distributions tempérées sur {\displaystyle \mathbb {R} ^{n}} est un {\displaystyle {\mathfrak {D}}}-module injectif, mais ne contient pas les exponentielles-polynômes, et n'est donc pas cogénérateur. (Néanmoins, son dual {\displaystyle {\mathcal {S}}(\mathbb {R} ^{n})}, à savoir l'espace de Schwartz des fonctions déclinantes, est un {\displaystyle {\mathfrak {D}}}-module plat, ce qu'on peut conclure aussi d'un résultat général sur la dualité entre injectivité et platitude.)